# 로이 글렌
로이 글렌(Roy Glenn, 1914년 6월 3일 ~ 1971년 3월 12일)은 미국의 배우, 텔레비전 배우, 성우이다.

## 영화
- 혹성 탈출 3 - 제3의 인류 (1971년) - 변호사 역
- 위대한 희망 (1970년)
- 피니안의 무지개 (1968년)
- 사건비화 (1967년)
- 서부로 가는 길 (1967년)
- 애덤이라 불리는 남자 (1966년)
- LA 현금 탈취 작전 (1966년)
- 태양의 계절 (1961년)
- 허클베리 핀의 모험 (1960년)
- 포기와 베스 (1959년)
- 소리와 분노 (1959년)
- 피터 건 (1958년)
- 세인트 루이스 블루스 (1958년)
- 도시의 가장자리 (1957년)
- 회색 양복을 입은 사나이 (1956년)
- 바람에 쓴 편지 (1956년)
- 샤이안 (1955년)
- 피터라 불리는 사나이 (1955년)
- 정글 보이 봄바 11 (1954년)
- 정글 보이 봄바 10 (1954년)
- 라이오트 인 셀 블락 11 (1954년)
- 카르멘 존스 (1954년)
- 소 디스 이즈 러브 (1953년)
- 정글 보이 봄바 8 (1952년)
- 트리니다드 사건 (1952년)